# Ikarus 435

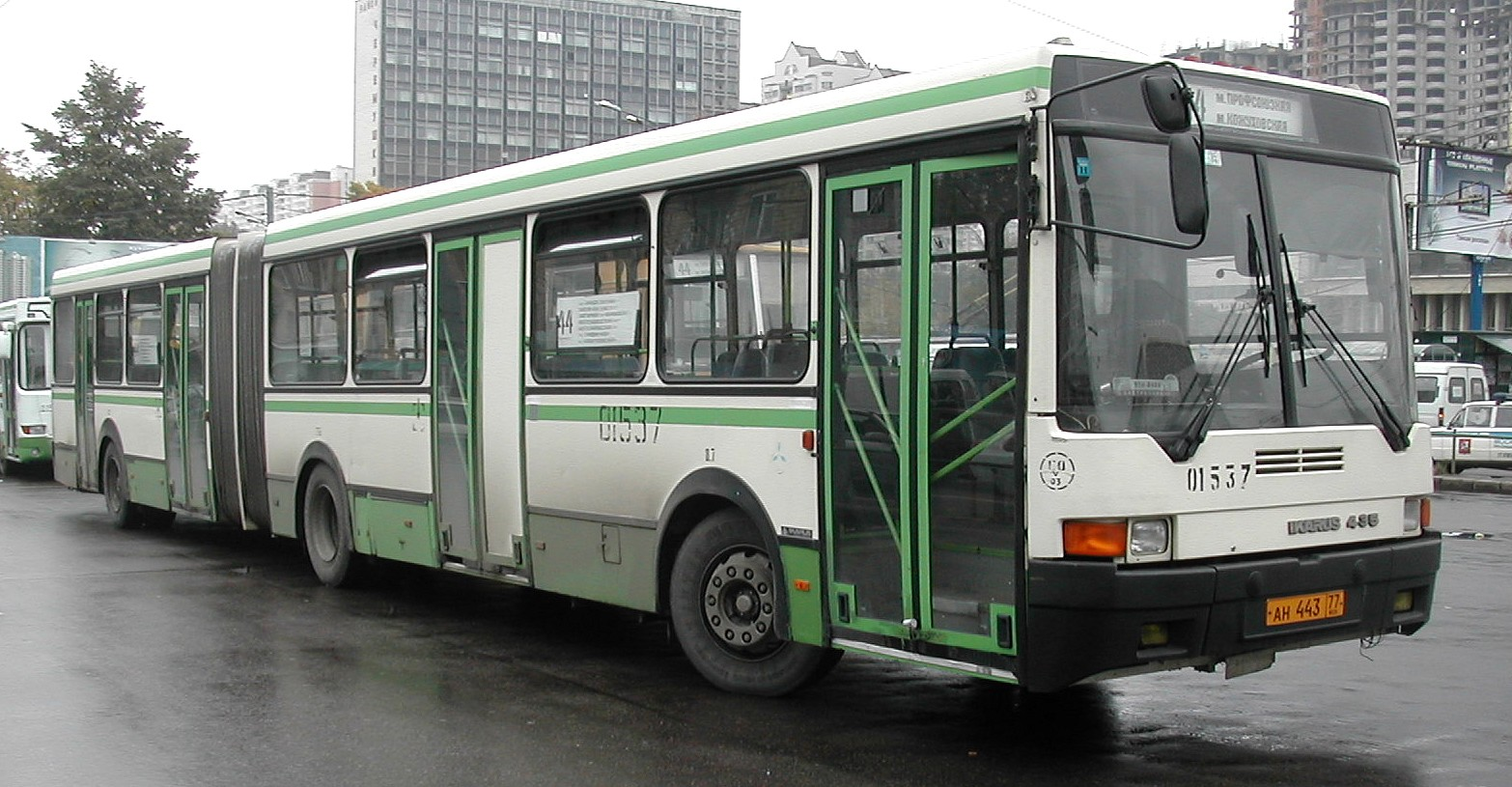
Ikarus 435 na ulicach Moskwy. (2004)

Ikarus 435 – węgierski autobus średniopodłogowy. Autobus w 1998 r. przeszedł modernizację, jak i modele 415 i 417.
W 1987 roku gdy wyprodukowano już pierwszą partię Ikarusów 415 przystąpiono do budowy wersji przegubowej. Zbudowano cztery prototypy różniące się wyposażeniem, które następnie testowano w wielu przedsiębiorstwach komunikacyjnych. Autobus, mimo że posiadał cztery pary dwuskrzydłowych drzwi, nowocześnie wykończone wnętrze i zabierał 183 pasażerów, nie został entuzjastycznie przyjęty, bowiem był dużo bardziej zaawansowany technologicznie niż poprzednik – Ikarus 280, a tym samym droższy. Nie budziło też zaufania umieszczenie silnika – wzorem konstrukcji zachodnich – w tylnej sekcji, umożliwiające obniżenie podłogi o 20 cm.
Zamówienia na autobus spływały nie tylko z polskich miast – głównie z Budapesztu, do którego trafiło 171 sztuk. Łącznie do 2000 roku wyprodukowano ok. 690 egzemplarzy, z czego blisko połowę skompletowano w Moskwie.

## Eksploatacja w Polsce
Pierwsze seryjnie wyprodukowane Ikarusy 435.05 trafiły do Polski w latach 90.:
- W 1992 roku do Warszawy – 5 sztuk dla ówczesnych Miejskich Zakładów Komunikacyjnych (MZK); dwa lata później zostały włączone do parku taborowego nowo powstałych Miejskich Zakładów Autobusowych (MZA) oraz przypisane do zajezdni Woronicza (#7270-7274).
- W 1993 roku do Częstochowy – 5 sztuk modelu 435.05C, otrzymały one numery taborowe z zakresu #360-364.
- W 1994 do Poznania 1 egzemplarz modelu 435.05D razem z partią 19 Ikarusów 280.70A. Pojazd otrzymał numer #1501, następnie w 2006 roku dwukrotnie przenumerowany – na #1901, później #1951. Przez cały czas eksploatacji stacjonował na terenie zajezdni Warszawska.

W lutym 2009 roku zakończono użytkowanie ostatniego warszawskiego egzemplarza Ikarusa 435, o numerze #7272. W lipcu tego samego roku autobus opuścił teren zajezdni celem kasacji.
W lutym 2013 roku poznańskie MPK wycofało z eksploatacji swój egzemplarz Ikarusa 435. W latach 2013–2024 był on pojazdem zabytkowym warszawskiego Klubu Miłośników Komunikacji Miejskiej (KMKM). W 2024 roku egzemplarz ten powrócił do Poznania, gdzie zachował swój numer taborowy 1501, nadany w 2015 roku przez KMKM.
.
W styczniu 2016 r. MPK Częstochowa wycofało z ruchu liniowego ostatniego jeżdżącego Ikarusa 435 o numerze #360, w celu zachowania jako egzemplarz zabytkowy.

## Pokrewne

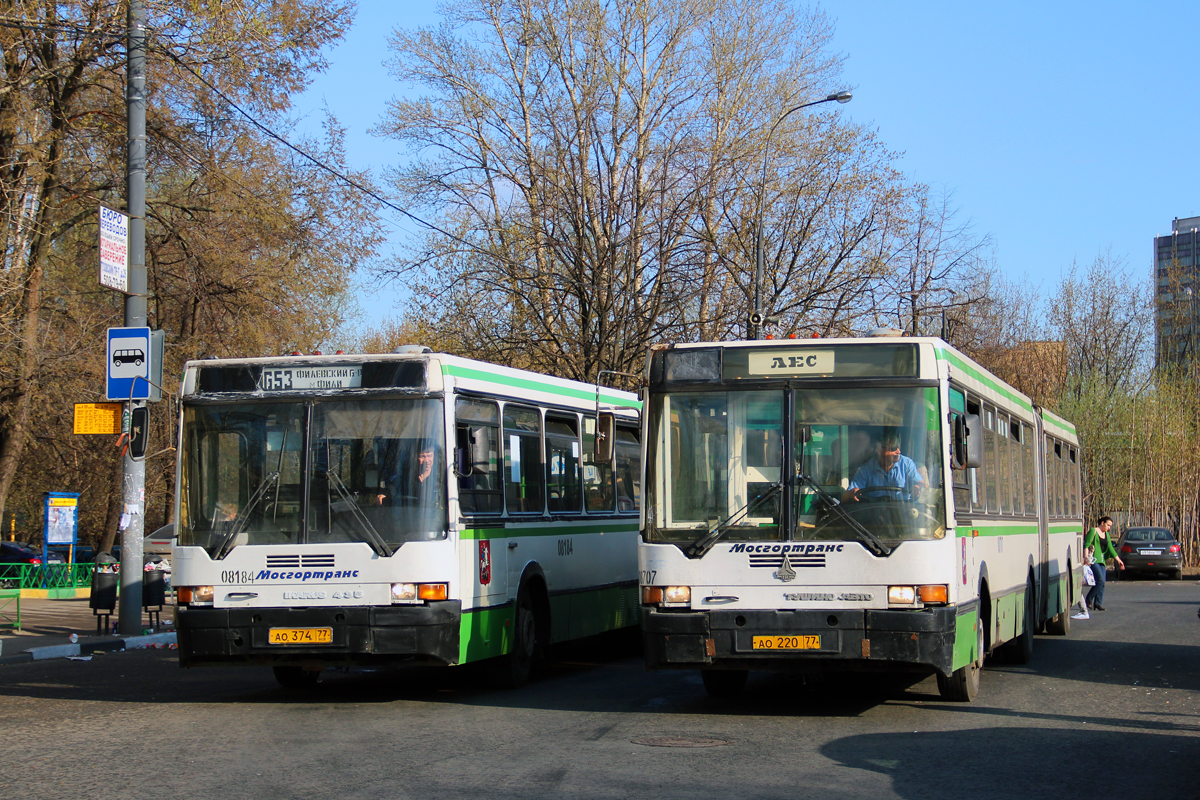
Ikarus 435 (po lewej) i Moskowit-6222 (po prawej). Zdjęcie wykonano w kwietniu 2012 r.

W 2002 roku moskiewskie Zakłady Budowy Maszyn Tuszino zaprezentowały prototypowy model autobusu Moskowit-6222, będący niemal identyczną kopią Ikarusa 435 – od oryginału różni się drobnymi szczegółami. W latach 2003–2004 wyprodukowano 31 sztuk.